# NGC 6102
NGC 6102 (другие обозначения — UGC 10300, MCG 5-38-47, ZWG 167.60, PGC 57639) — спиральная галактика (Sc) в созвездии Северная Корона.
Этот объект входит в число перечисленных в оригинальной редакции «Нового общего каталога».